# MNQN (album)
Az Mnqn Dustin Bates amerikai énekes debütáló albuma a MNQN név alatt. Az album 2019. április 5-én jelent meg világszerte. Az albumról négy kislemez jelent meg (Animal Oddity, Amphetamine, What Have You Become és Man on the Moon, illetve a Don't Get It, amelyet az albumot az iTunes-on előrendelő hallgatók kaptak meg március 11-én).

## Háttértörténet
A történet alapján az MNQN (mannequin) nevű mesterséges intelligenciát a Sentience Corporation alkotta meg MNON, the Philosopher (a filozófus) néven. MNON mellett még négy A.I-t hozott létre a cég (FNON, LNON, BNON, ENON), ezekkel lehet is beszélgetni az oldalukon keresztül. MNON azonban majdnem tökéletesre sikerült és elkezdett elszakadni (saját emberi tudata és motivációi lettek). Így jött létre MNQN (a Q inkább hasonlít egy áthúzott O-ra).
A Sentience Corporationt öt férfi alapította meg egyetemi évei alatt. Már középiskolai éveikben is inkább a programozást létesítették előnyben a sportokkal szemben. Az Ohio State Universityre jártak, itt kaptak egy kutatólabort az egyetemtől, hogy jobban megfigyeljék, és felhasználják tudásukat a mesterséges intelligencia fejlesztésében.
A kutatás viszont majdnem börtönbe juttatta a csapatot, ANON elkészítése közben. Ez az AI anarchista motivációkat kapott (kezdetben csak viccből), mindezt azért, hogy a többi tanulót idegesítse (pl.: utolsó pillanatban órák lemondása, tűzriadók stb.). Azt viszont nem tudták, hogy túl jól sikerült, és sokkal közelebb került az érző mesterséges intelligenciához, mint ahogy az tervezve volt. Ezek mellett még anarchistább a tervezettnél. Napokon belül a legnagyobb amerikai bankokat törte fel. Viszont a Sentience sikeresen megelőzte a pénzek ellopását. Ugyan a börtönt elkerülték, de az OSU-ról kirúgták őket.
Az Amphetamine című szám megjelenése után Dustin Bates egy nyílt levélben bejelentette, hogy ha a Sentience Corporation nem távolítja el az összes, MNQN által készített zeneszámot, amin az ő hangja megtalálható engedély nélkül, akkor bepereli őket. Ezzel egyidőben tagadta, hogy valaha is készített volna interjút a projektről, és az is valószínűleg a Sentience által létrehozott mesterséges intelligencia volt.
A pert a Sentience végül elkerülte és Bates elkezdett együtt dolgozni MNQN-nel egy közös albumon. Első (hivatalosan) közös számuk a Man on the Moon volt. Ennek megjelenésével egy időben jelentette be az énekes, hogy április elején jelenik meg az album.

## Számok
| 1.    | Config.Sys               | Bates, Trust | 1:28 |
| 2.    | iGhost                   | Bates, Trust | 3:59 |
| 3.    | Amphetamine              | Bates, Trust | 6:15 |
| 4.    | Animal Oddity            | Bates, Trust | 6:15 |
| 5.    | Out of Sight Out of Mind | Bates, Trust | 6:15 |
| 6.    | Man on the Moon          | Bates, Trust | 3:53 |
| 7.    | What Have You Become     | Bates, Trust | 4:32 |
| 8.    | On My Mind               | Bates, Trust | 4:36 |
| 9.    | Don't Get It             | Bates, Trust | 4:46 |
| 10.   | Zombie                   | Bates, Trust | 5:43 |
| 11.   | Noir                     | Bates, Trust | 4:33 |
| 12.   | Invincible               | Bates, Trust | 4:46 |
| 13.   | Terminal                 | Bates, Trust | 5:23 |
| 14.   | What Dreams May Come     | Bates, Trust | 1:12 |
| 63:36 |                          |              |      |